# Sydasiatiska mästerskapet i fotboll 2015
Sydasiatiska mästerskapet i fotboll 2015 var det 11:e Sydasiatiska mästerskapet och spelades i Indien. Mästerskapet vanns av värdnationen Indien som tog sin sjunde mästerskapstitel då man i finalen besegrade Afghanistan med 2–1 efter förlängning.

## Gruppspel

### Grupp A
| Nr | Lag       | S | V | O | F | GM | IM | MS | P |
| -- | --------- | - | - | - | - | -- | -- | -- | - |
| 1  | Indien    | 2 | 2 | 0 | 0 | 6  | 1  | +5 | 6 |
| 2  | Sri Lanka | 2 | 1 | 0 | 1 | 1  | 2  | −1 | 3 |
| 3  | Nepal     | 2 | 0 | 0 | 2 | 1  | 5  | −4 | 0 |
| 4  | Pakistan  | 0 | 0 | 0 | 0 | 0  | 0  | 0  | 0 |

|                | 23 december 2015 | Nepal | 0 – 1           | Sri Lanka            | Trivandrum International Stadium                                         |                                                                          |
| 18:30 UTC+5:30 | 18:30 UTC+5:30   |       | (0 – 0) Rapport | 90+5′ Mohamed Rifnas | Thiruvananthapuram Publik: 200 Domare: Jameel Juma Abdulhusain (Bahrain) | Thiruvananthapuram Publik: 200 Domare: Jameel Juma Abdulhusain (Bahrain) |
| 18:30 UTC+5:30 | 18:30 UTC+5:30   |       |                 |                      | Thiruvananthapuram Publik: 200 Domare: Jameel Juma Abdulhusain (Bahrain) | Thiruvananthapuram Publik: 200 Domare: Jameel Juma Abdulhusain (Bahrain) |
| 18:30 UTC+5:30 | 18:30 UTC+5:30   |       |                 |                      | Thiruvananthapuram Publik: 200 Domare: Jameel Juma Abdulhusain (Bahrain) | Thiruvananthapuram Publik: 200 Domare: Jameel Juma Abdulhusain (Bahrain) |

|                | 25 december 2015 | Sri Lanka | 0 – 2           | Indien               | Trivandrum International Stadium                                 |                                                                  |
| 18:30 UTC+5:30 | 18:30 UTC+5:30   |           | (0 – 0) Rapport | 51′, 73′ Robin Singh | Thiruvananthapuram Publik: 6 417 Domare: Hiroyuki Kimura (Japan) | Thiruvananthapuram Publik: 6 417 Domare: Hiroyuki Kimura (Japan) |
| 18:30 UTC+5:30 | 18:30 UTC+5:30   |           |                 |                      | Thiruvananthapuram Publik: 6 417 Domare: Hiroyuki Kimura (Japan) | Thiruvananthapuram Publik: 6 417 Domare: Hiroyuki Kimura (Japan) |
| 18:30 UTC+5:30 | 18:30 UTC+5:30   |           |                 |                      | Thiruvananthapuram Publik: 6 417 Domare: Hiroyuki Kimura (Japan) | Thiruvananthapuram Publik: 6 417 Domare: Hiroyuki Kimura (Japan) |

|                | 27 december 2015 | Indien                                                              | 4 – 1           | Nepal          | Trivandrum International Stadium                                           |                                                                            |
| 18:30 UTC+5:30 | 18:30 UTC+5:30   | Rowllin Borges 26′ Sunil Chhetri 68′ Lallianzuala Chhangte 81′, 90′ | (1 – 1) Rapport | 3′ Bimal Magar | Thiruvananthapuram Publik: 8 093 Domare: Jameel Juma Abdulhusain (Bahrain) | Thiruvananthapuram Publik: 8 093 Domare: Jameel Juma Abdulhusain (Bahrain) |
| 18:30 UTC+5:30 | 18:30 UTC+5:30   |                                                                     |                 |                | Thiruvananthapuram Publik: 8 093 Domare: Jameel Juma Abdulhusain (Bahrain) | Thiruvananthapuram Publik: 8 093 Domare: Jameel Juma Abdulhusain (Bahrain) |
| 18:30 UTC+5:30 | 18:30 UTC+5:30   |                                                                     |                 |                | Thiruvananthapuram Publik: 8 093 Domare: Jameel Juma Abdulhusain (Bahrain) | Thiruvananthapuram Publik: 8 093 Domare: Jameel Juma Abdulhusain (Bahrain) |

### Grupp B
| Nr | Lag         | S | V | O | F | GM | IM | MS  | P |
| -- | ----------- | - | - | - | - | -- | -- | --- | - |
| 1  | Afghanistan | 3 | 3 | 0 | 0 | 11 | 1  | +10 | 9 |
| 2  | Maldiverna  | 3 | 2 | 0 | 1 | 7  | 6  | +1  | 6 |
| 3  | Bangladesh  | 3 | 1 | 0 | 2 | 4  | 7  | −3  | 3 |
| 4  | Bhutan      | 3 | 0 | 0 | 3 | 1  | 9  | −8  | 0 |

|                | 24 december 2015 | Maldiverna                                         | 3 – 1           | Bhutan             | Trivandrum International Stadium                               |                                                                |
| 15:30 UTC+5:30 | 15:30 UTC+5:30   | Ahmed Imaz 9′ Asadhulla Abdulla 31′ Ali Ashfaq 70′ | (2 – 1) Rapport | 20′ Tshering Dorji | Thiruvananthapuram Publik: 4 000 Domare: Sudish Pandey (Nepal) | Thiruvananthapuram Publik: 4 000 Domare: Sudish Pandey (Nepal) |
| 15:30 UTC+5:30 | 15:30 UTC+5:30   |                                                    |                 |                    | Thiruvananthapuram Publik: 4 000 Domare: Sudish Pandey (Nepal) | Thiruvananthapuram Publik: 4 000 Domare: Sudish Pandey (Nepal) |
| 15:30 UTC+5:30 | 15:30 UTC+5:30   |                                                    |                 |                    | Thiruvananthapuram Publik: 4 000 Domare: Sudish Pandey (Nepal) | Thiruvananthapuram Publik: 4 000 Domare: Sudish Pandey (Nepal) |

|                | 24 december 2015 | Afghanistan                                                                | 4 – 0           | Bangladesh | Trivandrum International Stadium                                 |                                                                  |
| 18:30 UTC+5:30 | 18:30 UTC+5:30   | Masih Saighani 30′ Faysal Shayesteh 32′ Zubayr Amiri 40′ Khaibar Amani 69′ | (3 – 0) Rapport |            | Thiruvananthapuram Publik: 150 Domare: Pranjal Banerjee (Indien) | Thiruvananthapuram Publik: 150 Domare: Pranjal Banerjee (Indien) |
| 18:30 UTC+5:30 | 18:30 UTC+5:30   |                                                                            |                 |            | Thiruvananthapuram Publik: 150 Domare: Pranjal Banerjee (Indien) | Thiruvananthapuram Publik: 150 Domare: Pranjal Banerjee (Indien) |
| 18:30 UTC+5:30 | 18:30 UTC+5:30   |                                                                            |                 |            | Thiruvananthapuram Publik: 150 Domare: Pranjal Banerjee (Indien) | Thiruvananthapuram Publik: 150 Domare: Pranjal Banerjee (Indien) |

|                | 26 december 2015 | Bangladesh                 | 1 – 3           | Maldiverna                                               | Trivandrum International Stadium                               |                                                                |
| 15:30 UTC+5:30 | 15:30 UTC+5:30   | Hemanta Vincent Biswas 86′ | (0 – 1) Rapport | 42′ (str.) Ali Ashfaq 90′ Naiz Hassan 90+5′ Ahmed Nashid | Thiruvananthapuram Publik: 3 654 Domare: Võ Minh Trí (Vietnam) | Thiruvananthapuram Publik: 3 654 Domare: Võ Minh Trí (Vietnam) |
| 15:30 UTC+5:30 | 15:30 UTC+5:30   |                            |                 |                                                          | Thiruvananthapuram Publik: 3 654 Domare: Võ Minh Trí (Vietnam) | Thiruvananthapuram Publik: 3 654 Domare: Võ Minh Trí (Vietnam) |
| 15:30 UTC+5:30 | 15:30 UTC+5:30   |                            |                 |                                                          | Thiruvananthapuram Publik: 3 654 Domare: Võ Minh Trí (Vietnam) | Thiruvananthapuram Publik: 3 654 Domare: Võ Minh Trí (Vietnam) |

|                | 26 december 2015 | Bhutan | 0 – 3           | Afghanistan                               | Trivandrum International Stadium                                         |                                                                          |
| 18:30 UTC+5:30 | 18:30 UTC+5:30   |        | (0 – 2) Rapport | 14′, 51′ Khaibar Amani 42′ Masih Saighani | Thiruvananthapuram Publik: 1 817 Domare: Nivon Robesh Gamini (Sri Lanka) | Thiruvananthapuram Publik: 1 817 Domare: Nivon Robesh Gamini (Sri Lanka) |
| 18:30 UTC+5:30 | 18:30 UTC+5:30   |        |                 |                                           | Thiruvananthapuram Publik: 1 817 Domare: Nivon Robesh Gamini (Sri Lanka) | Thiruvananthapuram Publik: 1 817 Domare: Nivon Robesh Gamini (Sri Lanka) |
| 18:30 UTC+5:30 | 18:30 UTC+5:30   |        |                 |                                           | Thiruvananthapuram Publik: 1 817 Domare: Nivon Robesh Gamini (Sri Lanka) | Thiruvananthapuram Publik: 1 817 Domare: Nivon Robesh Gamini (Sri Lanka) |

|                | 28 december 2015 | Bhutan | 0 – 3           | Bangladesh                                            | Trivandrum International Stadium                                 |                                                                  |
| 15:30 UTC+5:30 | 15:30 UTC+5:30   |        | (0 – 2) Rapport | 8′ Topu Barman 24′ (str.), 67′ Shakhawat Hossain Rony | Thiruvananthapuram Publik: 218 Domare: Pranjal Banerjee (Indien) | Thiruvananthapuram Publik: 218 Domare: Pranjal Banerjee (Indien) |
| 15:30 UTC+5:30 | 15:30 UTC+5:30   |        |                 |                                                       | Thiruvananthapuram Publik: 218 Domare: Pranjal Banerjee (Indien) | Thiruvananthapuram Publik: 218 Domare: Pranjal Banerjee (Indien) |
| 15:30 UTC+5:30 | 15:30 UTC+5:30   |        |                 |                                                       | Thiruvananthapuram Publik: 218 Domare: Pranjal Banerjee (Indien) | Thiruvananthapuram Publik: 218 Domare: Pranjal Banerjee (Indien) |

|                | 28 december 2015 | Afghanistan                                                        | 4 – 1           | Maldiverna    | Trivandrum International Stadium                                         |                                                                          |
| 18:30 UTC+5:30 | 18:30 UTC+5:30   | Faysal Shayesteh 20′ Omid Popalzay 34′, 54′ Ahmad Arash Hatifi 51′ | (2 – 1) Rapport | 32′ Ali Fasir | Thiruvananthapuram Publik: 1 751 Domare: Nivon Robesh Gamini (Sri Lanka) | Thiruvananthapuram Publik: 1 751 Domare: Nivon Robesh Gamini (Sri Lanka) |
| 18:30 UTC+5:30 | 18:30 UTC+5:30   |                                                                    |                 |               | Thiruvananthapuram Publik: 1 751 Domare: Nivon Robesh Gamini (Sri Lanka) | Thiruvananthapuram Publik: 1 751 Domare: Nivon Robesh Gamini (Sri Lanka) |
| 18:30 UTC+5:30 | 18:30 UTC+5:30   |                                                                    |                 |               | Thiruvananthapuram Publik: 1 751 Domare: Nivon Robesh Gamini (Sri Lanka) | Thiruvananthapuram Publik: 1 751 Domare: Nivon Robesh Gamini (Sri Lanka) |

## Slutspel

### Slutspelsträd
|  | Semifinaler | Semifinaler |   |  | Final         | Final |  |
|  |             |             |   |  |               |       |  |
|  |             |             |   |  |               |       |  |
|  | Indien      | 3           |   |  |               |       |  |
|  | Maldiverna  | 0           |   |  |               |       |  |
|  |             |             |   |  |               |       |  |
|  |             |             |   |  |               |       |  |
|  |             |             |   |  | Indien (e.f.) | 2     |  |
|  |             | Afghanistan | 1 |  |               |       |  |
|  |             |             |   |  |               |       |  |
|  |             |             |   |  |               |       |  |
|  |             |             |   |  |               |       |  |
|  |             |             |   |  |               |       |  |
|  | Afghanistan | 5           |   |  |               |       |  |
|  | Sri Lanka   | 0           |   |  |               |       |  |

### Semifinaler
|                | 31 december 2015 | Indien                                     | 3 – 2           | Maldiverna                        | Trivandrum International Stadium                                |                                                                 |
| 15:30 UTC+5:30 | 15:30 UTC+5:30   | Sunil Chhetri 25′ Jeje Lalpekhlua 34′, 66′ | (2 – 1) Rapport | 45+2′ Ahmed Nashid 75′ Amdhan Ali | Thiruvananthapuram Publik: 31 716 Domare: Võ Minh Trí (Vietnam) | Thiruvananthapuram Publik: 31 716 Domare: Võ Minh Trí (Vietnam) |
| 15:30 UTC+5:30 | 15:30 UTC+5:30   |                                            |                 |                                   | Thiruvananthapuram Publik: 31 716 Domare: Võ Minh Trí (Vietnam) | Thiruvananthapuram Publik: 31 716 Domare: Võ Minh Trí (Vietnam) |
| 15:30 UTC+5:30 | 15:30 UTC+5:30   |                                            |                 |                                   | Thiruvananthapuram Publik: 31 716 Domare: Võ Minh Trí (Vietnam) | Thiruvananthapuram Publik: 31 716 Domare: Võ Minh Trí (Vietnam) |

|                | 31 december 2015 | Afghanistan | 5 – 0           | Sri Lanka | Trivandrum International Stadium                              |                                                               |
| 18:30 UTC+5:30 | 18:30 UTC+5:30   | Sayed Mohammad Hashemi 45+1′ Kanischka Taher 50′ Khaibar Amani 56′ (str.) Ahmad Arash Hatifi 78′ Faysal Shayesteh 89′ | (1 – 0) Rapport |           | Thiruvananthapuram Publik: 300 Domare: Sudhish Pandey (Nepal) | Thiruvananthapuram Publik: 300 Domare: Sudhish Pandey (Nepal) |
| 18:30 UTC+5:30 | 18:30 UTC+5:30   | |                 |           | Thiruvananthapuram Publik: 300 Domare: Sudhish Pandey (Nepal) | Thiruvananthapuram Publik: 300 Domare: Sudhish Pandey (Nepal) |
| 18:30 UTC+5:30 | 18:30 UTC+5:30   | |                 |           | Thiruvananthapuram Publik: 300 Domare: Sudhish Pandey (Nepal) | Thiruvananthapuram Publik: 300 Domare: Sudhish Pandey (Nepal) |

### Final
|                | 3 januari 2016 | Indien                            | 0000 2 – 1 (e.fl.) | Afghanistan      | Trivandrum International Stadium                                  |                                                                   |
| 18:30 UTC+5:30 | 18:30 UTC+5:30 | Lalpekhlua 72′ Sunil Chhetri 101′ | (0 – 0) Rapport    | 70′ Zubayr Amiri | Thiruvananthapuram Publik: 40 500 Domare: Hiroyuki Kimura (Japan) | Thiruvananthapuram Publik: 40 500 Domare: Hiroyuki Kimura (Japan) |
| 18:30 UTC+5:30 | 18:30 UTC+5:30 |                                   |                    |                  | Thiruvananthapuram Publik: 40 500 Domare: Hiroyuki Kimura (Japan) | Thiruvananthapuram Publik: 40 500 Domare: Hiroyuki Kimura (Japan) |
| 18:30 UTC+5:30 | 18:30 UTC+5:30 |                                   |                    |                  | Thiruvananthapuram Publik: 40 500 Domare: Hiroyuki Kimura (Japan) | Thiruvananthapuram Publik: 40 500 Domare: Hiroyuki Kimura (Japan) |